# Tito Guízar
Federico Arturo Guízar Tolentino, également connu sous le nom de Tito Guízar (né le 8 avril 1908 – mort le 24 décembre 1999) est un chanteur et acteur américano-mexicain. Né à Guadalajara, Jalisco, il a, avec Dolores del Río, José Mojica, Ramón Novarro et Lupe Vélez, marqué les premières années d'Hollywood. Sa carrière a couvert plus de sept décennies.

## Filmographie sélective
Guizar fait des apparitions dans plusieurs films, dont Big Broadcast of 1938 (1938), La Belle de Mexico (1938), St. Louis Blues (1939), The Llano Kid (en) (1939), Brazil (1944) et The Gay Ranchero (en) (1948).
- Under the Pampas Moon (1935)
- Mis dos amores (en) (1938)
- La Belle de Mexico (1938)
- Big Broadcast of 1938 (1938)
- St. Louis Blues (1939)
- The Llano Kid (en) (1939)
- Blondie Goes Latin (en) (1941)
- Beautiful Michoacán (en) (1943)
- Brazil (1944)
- Marina (1945)
- Mexicana (1945)
- The Thrill of Brazil (en) (1947)
- On the Old Spanish Trail (en) (1947)
- The Gay Ranchero (en) (1948)
- El gallero (1948)
- En los altos de Jalisco (1948)
- Music and Money (en) (1958)